# Barnwell County
Barnwell County är ett administrativt område i delstaten South Carolina, USA. År 2010 hade countyt 22 621 invånare. Den administrativa huvudorten (county seat) är Barnwell.

## Geografi
Enligt United States Census Bureau har countyt en total area på 1 443 km². 1 419 km² av den arean är land och 23 km² är vatten. 

### Angränsande countyn
- Aiken County, South Carolina - nord
- Bamberg County, South Carolina - öst
- Orangeburg County, South Carolina - öst
- Allendale County, South Carolina - sydöst
- Burke County, Georgia - sydväst